# ジャクソン・プラン

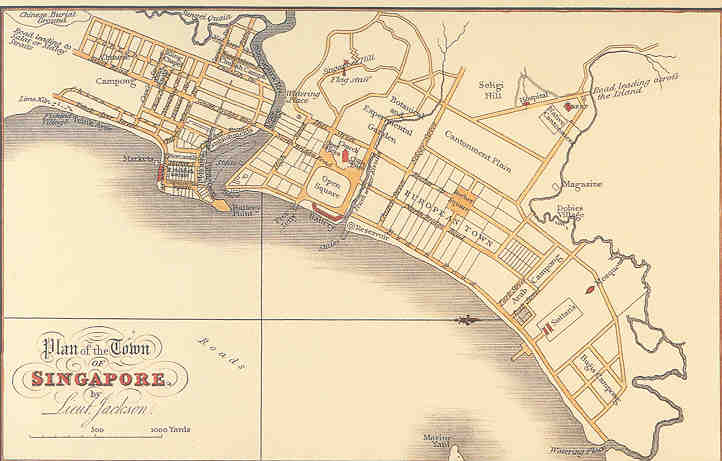
ジャクソン・プラン、または、ラッフルズタウン・プランとして知られるPlan of the Town of Singaporeの地図

ジャクソン・プラン（英: Jackson Plan）または、ラッフルズタウン・プラン（英: Raffles Town Plan）とは、1822年に "Plan of the Town of Singapore" として始まった都市計画である。
植民地として3年前に設立したばかりで、成長著しいシンガポールにおける、都市開発の秩序を維持するために提案された計画であり、フィリップ・ジャクソン中尉が、トーマス・ラッフルズ卿の構想に従ってシンガポールの物理的な発展を監督する任務に当たったという経緯から、ジャクソン・プラン、または、ラッフルズタウン・プランといわれている。
1822年11月、ラッフルズはジャクソンに指令を与え、その後、1822年末から1823年初頭に計画が策定され、その内容は1828年に一般に初めて公開された。シンガポール最初期から現存する計画ではあるが、シンガポールがどのように整理されるべきかを記した理想的なプロジェクトであり、完全な実現には至っていない。

## 発端

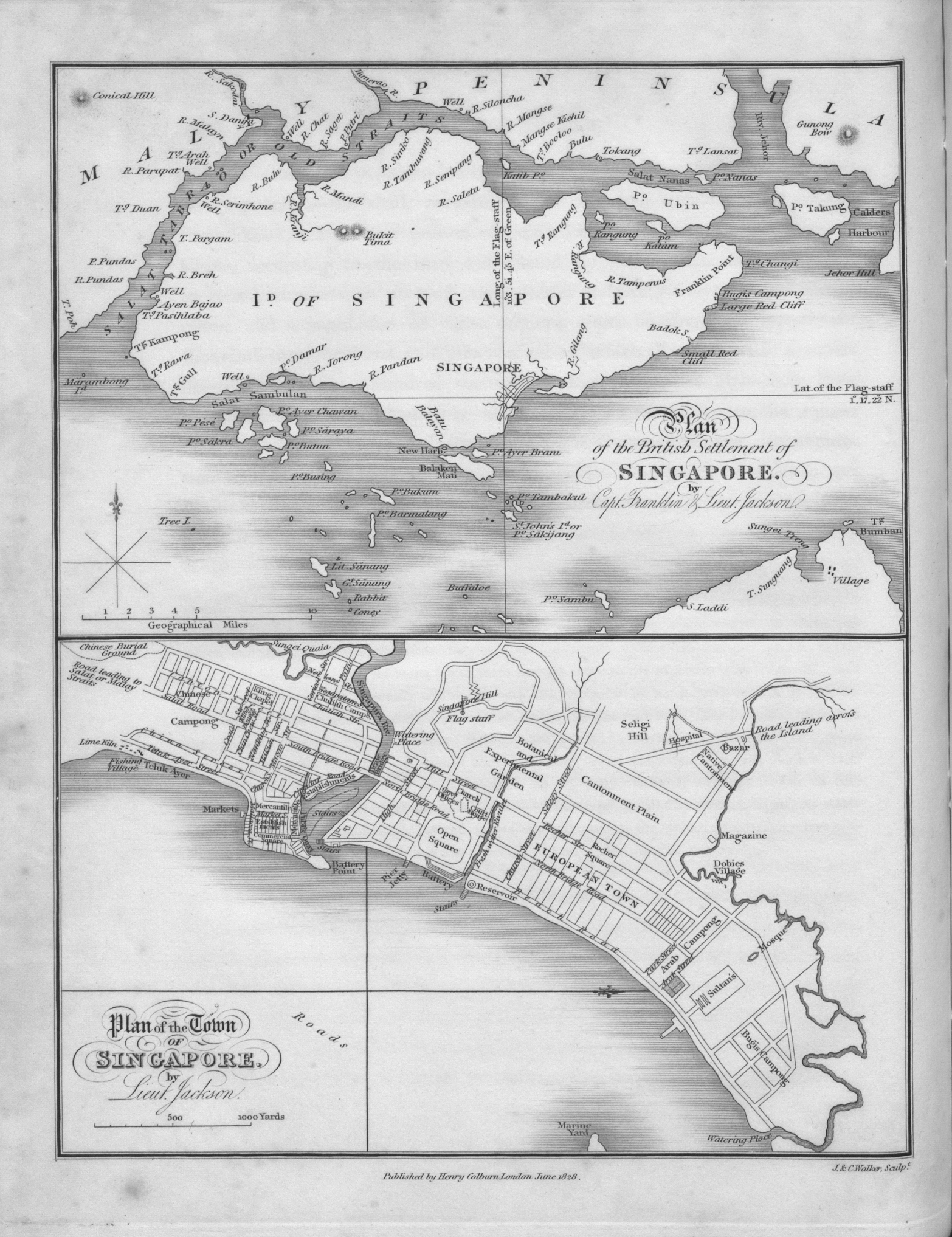
1828年にジョン・クローファードにより初めて公開された計画の地図

1819年、トーマス・スタンフォード・ラッフルズは植民地を設立し、ウィリアム・ファークアーにどのように整理すべきかを書き残して、シンガポールを発った。
ファークアーは1819年から1923年にかけてシンガポールを統治し、限られた資金の中で植民地を繁栄させる目的で合理性を優先したため、ラッフルズの指示に反した街の無秩序な成長が見られるようになった。1822年10月、ラッフルズがシンガポールへ戻った際、指示が守られず、無秩序に成長した街の姿に不満を表した。一例として、ファークアーは、政府地域として指定された地域への商人の占有を認め、ラッフルズが個人への割り当てを恒久的に行わないと指定した地域であるパダンやシンガポール川の岸に住宅や倉庫の建築が行われていた。
こうした状況を受けて、ラッフルズは、商人のアレクサンダー・ローリー・ジョンストン、公務員のジョージ・ボナム、ベンガル先住民歩兵連隊のチャールズ・エドワード・デイヴィス隊長からなる都市委員会（Town Committee）を結成、デイヴィスが委員長に任命された。また、ラッフルズの指示に従い都市の配置計画を作成したフィリップ・ジャクソンがその支援に当たった。

### ラッフルズの指示
1822年11月4日、ラッフルズは委員会に対し32項目に及ぶ一連の指示を行った。その第1項で計画の重要性について次のように述べている。
ラッフルズの一連の指示は、そのすべてが計画へと組み込まれたものの、実行されなかった指示も存在する。都市委員会は、最重要に位置づけされた配置計画を実現するため、マレー人、中国人、ブギス人、ジャワ人、アラブ人のコミュニティの代表者と再定住について協議を行った。こうした民族ごとに区分けされた居住地区は、チャイナタウンやリトル・インディアとして今なお残り続けている。1828年6月、エングレービングで制作されたジョン・クローファードの記事により、この計画が初めて一般に公開された。

## 配置計画と影響

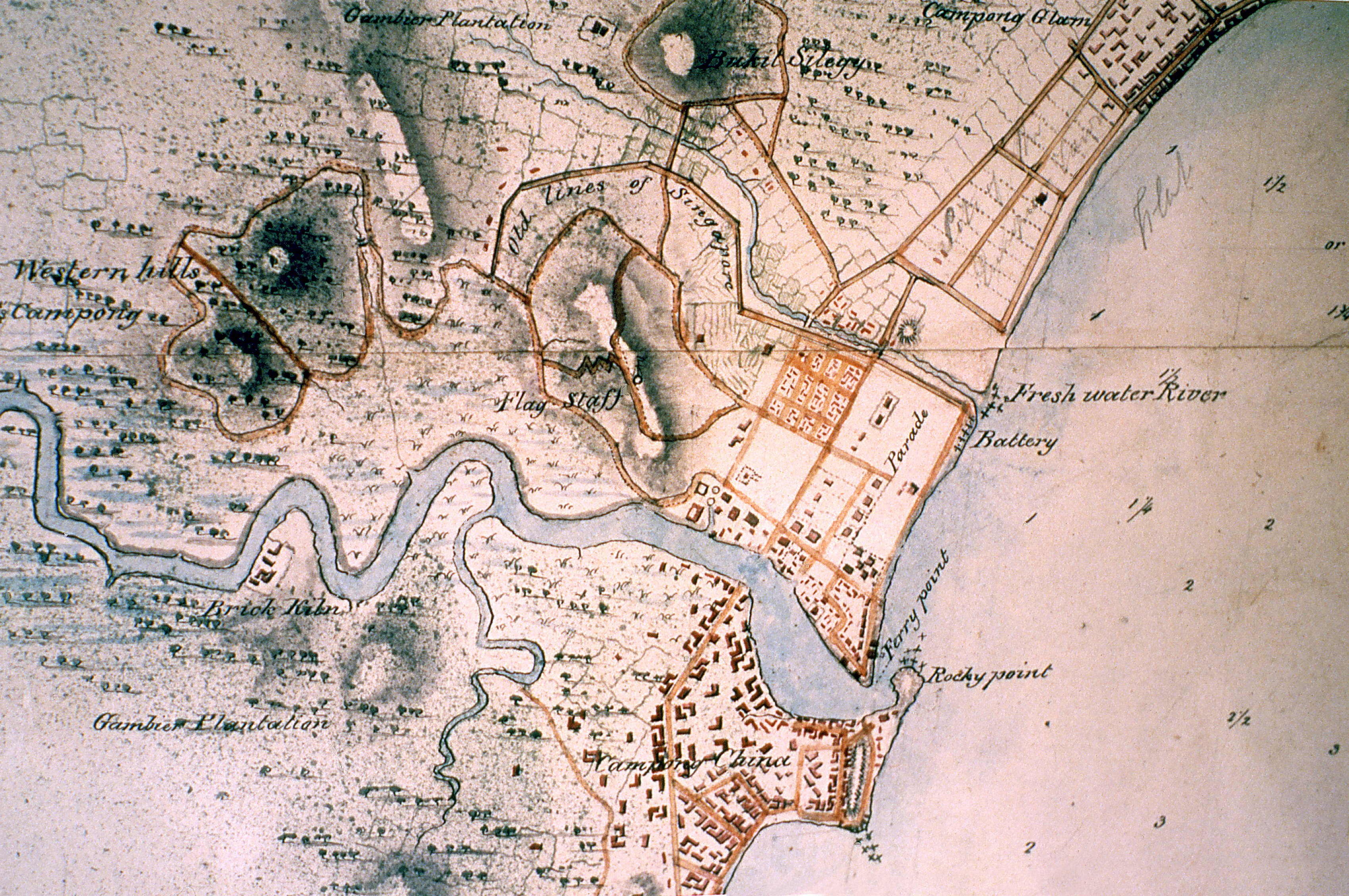
1825 年当時のシンガポールの地図。ジャクソン・プランに記された川の南側の格子状の街区は存在していない。

### 全体像
ジャクソン・プランに関する研究では、この計画は1822年12月、もしくは、1823年1月に作成された、シンガポールをどのように整備するかについての、理想的なプロジェクトであるとしている。海岸線や川筋に沿って、当時にはまだ存在していない格子状の街区が記されており、また、サウスブリッジ・ロードの西側の地域は、1836年にコールマンが実施した調査では、未開発の湿地帯であったものが、計画内では道路や市街地となっていることからも、これがラッフルズの示すシンガポールの理想像を反映した計画であることが分かる。

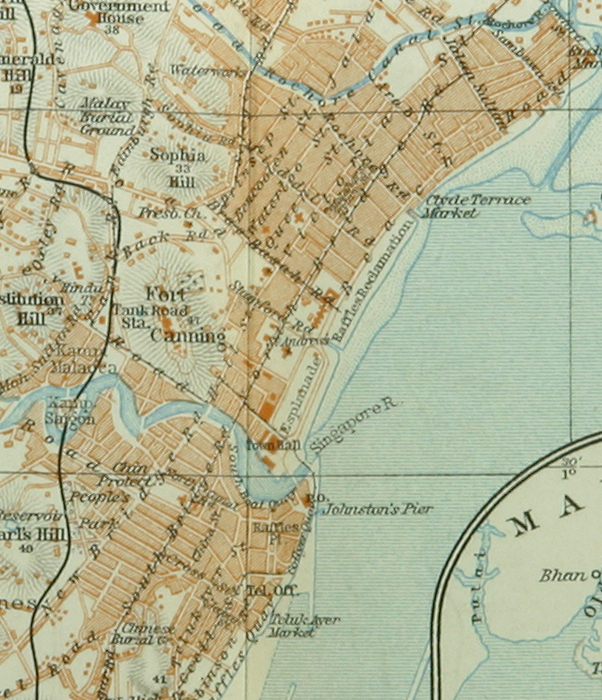
1914年当時のシンガポールの地図。規則的な配置が見られるようにはなったものの、計画への完全な対応はしていない。

### 政府地域と商業地域
フォート・カニングからシンガポール川までの範囲は、政府の地域として指定され、川の南東の地域は商業地域として計画された。政府の地域として指定された土地には、ジャクソン・プランの実行以前にヨーロッパ系の商人によって建設された建物もあったが、計画実行後には、個人の建物が認められることはなかった。地域内に建設された旧国会議事堂（現：アート・ハウス）も、元々は個人の居住用として造られたが、住居として使用されることなく、最終的には植民地政府に買収されることとなった。
2003年現在、政府利用に指定された地域にはヴィクトリアシアター・アンド・コンサートホール、ナショナル・ギャラリー・シンガポール、アジア文明博物館、セントアンドリューズ大聖堂、アート・ハウス、国会議事堂や最高裁判所など公共施設、政府の建物が集中している。
商業地域として指定されたシンガポール川の南岸は湿地であったため、使用可能な土地にするためには、それを埋め立て、さらに川に堤防を築く必要性が生じていた。1823年、ラッフルズの監督の下、バッテリー・ロードとの間にある小高い丘を平らに形成し、その土壌で湿地を埋め立てることで、この問題は解消し、ボート・キーと環状道路の地域が形作られた。この地には中央に公園のある広場が建設され、コマーシャル・スクエアとなった後、ラッフルズの功績に敬意を表してラッフルズ・プレイスに改名された。

### 建築様式
ラッフルズは、街の配置計画に加えて建築様式についても提言している。火災へのリスクを低減するために、建材に石や瓦の使用をすること、均一で規則的なファサードを施すこと、また、家の正面に繋がった屋根を備える公共の通路を持つことなどを提案した。この提案は、シンガポールやマレーシアの一部の住居（ショップハウス）に見られる特徴的なファイブ・フット・ウェイを生み出し、同じような特徴を持った建築がタイ、フィリピン、台湾、香港や中国南部に広まっていった。